# Gustaf Horn (1670–1728)
Gustaf Horn (friherre Horn af Marienborg), född 1670, död 1728, var en svensk generallöjtnant av kavalleriet.

## Biografi
Gustaf Horn skrevs in vid universitetet i Uppsala år 1682. Han inriktade sig på en militär karriär och sökte sig som många andra svenskar till värvade trupper i utlandet. Han kom på det sättet år 1686 till Nils Bielkes bayerska regemente i kejserlig tjänst, där han tjänade som ryttare och kornett. Under de år Horn var där utmärkte sig kavalleriregementet år 1686 vid erövringen av Budapest från turkarna och år 1687 då de kejserliga besegrade turkarna vid Mohács. Nils Bielke utsågs våren 1688 till svensk generalguvernör i Pommern. Horn följde honom dit som fänrik vid Bielkes pommerska regemente, ett regemente som hade bildats med Bielkes kavalleriregemente som stam. Regementet deltog i det pfalziska tronföljdskriget, i vilket Sverige var aktivt åren 1688–1691. 
Från 1693 hade Horn tjänst vid Livgardet till fots och häst som fänrik och löjtnant. Efter Karl XII:s reform av Livgardet år 1699 blev Livgardet till häst en Livdrabantkår. Där inträdde han år 1700 med rang som korpral, näst efter major, och kvartermästare, näst efter överstelöjtnant.  En glimt från hans andel av hovlivet får vi 1699 då han deltog i en maskerad, där kungen uppträdde som båtsman och han själv först som morian och till slut som kock.

### Stora nordiska kriget
I februari 1700 utbröt det stora nordiska kriget och Livdrabanterna deltog i en krigsinsats på Själland, vilken i augusti tvingade Danmark ur kriget. På vägen dit sköt av okänd anledning ”tyske” Gustaf Horn bokhållaren på Huseby bruk i Skatelöv i låret. Efter vistelsen i Danmark fördes de svenska trupperna till Pärnu dit de kom i oktober 1700. Eftersom ryska trupper belägrade Narva sändes alla svenska trupper i Livland dit. Den 20 november lyckades svenskarna i slaget vid Narva besegra de ryska belägrarna och fördriva ryssarna från Ingermanland. Livdrabanterna var till en början framgångsrika men förlorade mer än en tredjedel av sin styrka. Horn blev sårad i högra armen och litet i sidan men utan fara.  Därefter förlades trupperna i vinterläger kring Tartu med kungen i fästningen Lais. 
I juni 1701 bröt de svenska trupperna upp från Tartu mot Riga, där de fördrev de sachsiska belägringstrupperna och sedan vände mot Kurland och slog vinterläger.  Därifrån drog de svenska arméerna söderut och ockuperade Warszawa för att sedan tåga mot de sachsiska trupperna i Kraków. Den 9 juli 1702 möttes de sachsiska och svenska trupperna vid Kliszów. De svenska trupperna var underlägsna till antalet men lyckades ändå uppnå en förkrossande seger. Slaget ledde dock inte till ett politiskt avgörande.  Därefter låg drabanterna i vinterläger i Heilsberg och roade sig med baler och andra tillställningar. Större delen av år 1703 gick åt till att erövra staden Thorn.
I början av år 1704 utsågs Horn till överste för Norra skånska kavalleriregementet. Regementet låg då med general Carl Gustaf Rehnskiölds trupper i vinterläger i trakten av Poznań. I februari 1706 kunde svenskarna besegra sachsare, polacker, litauer och ryssar vid Fraustadt, vilket fick en stor politisk betydelse. I det svenska kavalleriet, som gjorde en avgörande insats, kämpade även Horns regemente. Horn hade både vid Kliszów och Fraustadt visat sig mycket tapper men hade sårats vid Kliszów med tre blessyrer i underlivet. Han blev tillfångatagen vid Fraustadt och frigavs på hösten 1706 efter att freden i Altranstädt hade slutits.
Norra skånska kavalleriregementet följde den svenska huvudarmén i det fortsatt kriget mot Ryssland och deltog därmed i slaget vid Poltava i juni 1709. Av Horns regemente återstod efter slaget 300 man av vilka 37 var officerare. Bland dem fanns överste Horn, som fick tillbringa sin fångenskap i Savinskoj i Ryssland, tills han utväxlades år 1715. Han blev vid återkomsten på nytt chef för sitt gamla regemente, som användes som fästningsbesättning i Skåne. Möjligen deltog han år 1718 med regementet i fälttåget till Norge.  År 1720 utsågs Horn till generalmajor av kavalleriet. År 1722 avancerade han till generallöjtnant av kavalleriet och åter till överste för Norra skånska kavalleriregementet. Han kvarstod i den ställningen till år 1727 och avled 1728. Gustaf Horn bildade aldrig familj och med honom slöts den friherrliga ätten Horn af Marienborg på svärdslinjen. Han ägde tillsammans med syskonen fädernegården Kankas i Masku till år 1694.